# خوزه د سن مارتین

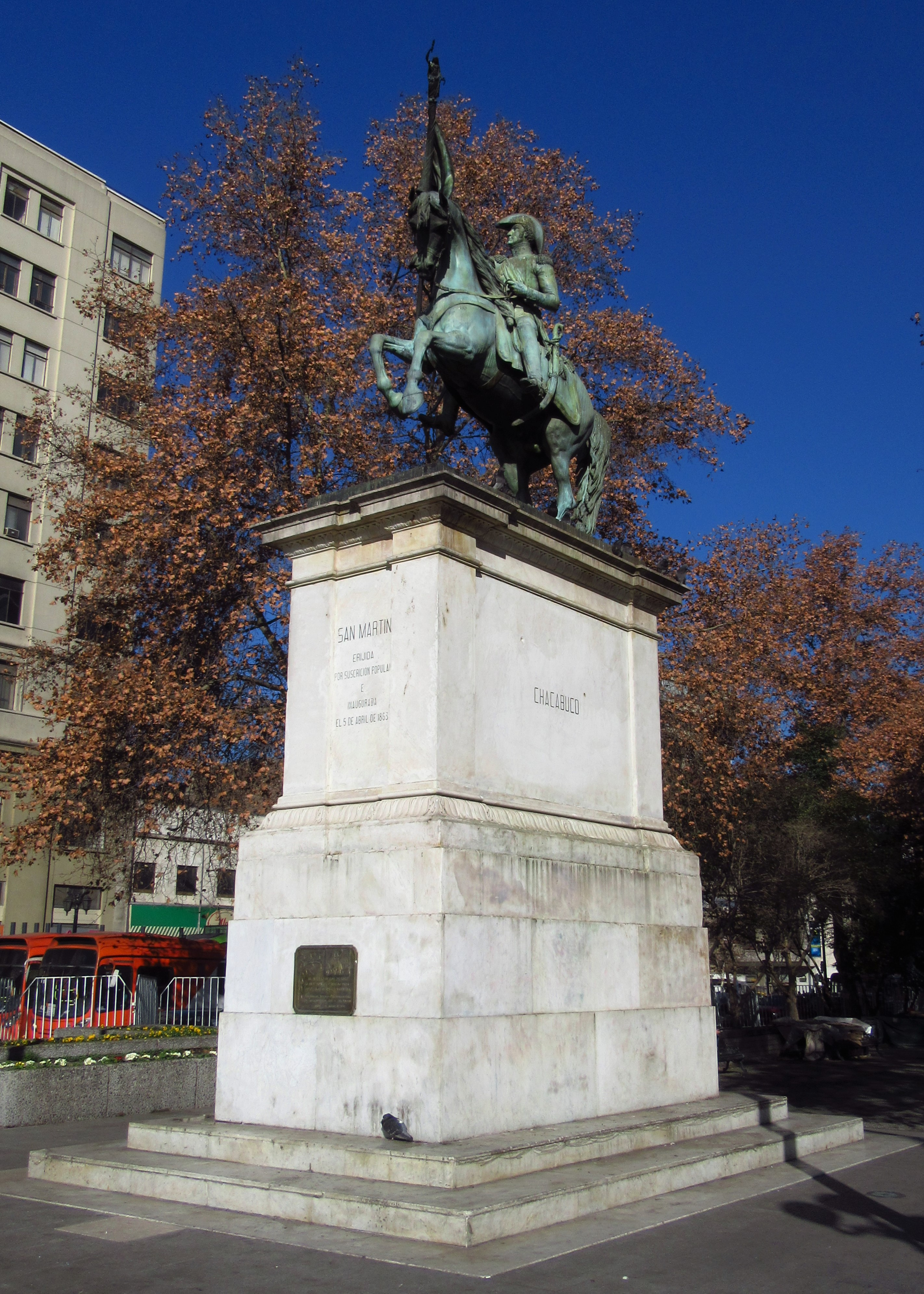
مجسمه «خوزه سن مارتین» در شیلی

خوزه فرانسیسکو د سن مارتین موتوراس (به اسپانیایی: José Francisco de San Martín Matorras) (زادهٔ ۲۵ فوریه ۱۷۷۸ – مرگ ۱۷ اوت ۱۸۵۰) سپهسالار آرژانتینی و رهبر کامیاب آمریکای جنوبی در راه دست‌یابی به استقلال از اسپانیا در جریان جنگ‌های استقلال آرژانتین بود. او قهرمان ملی آرژانتین شناخته می‌شود و بالاترین نشان این کشور به افتخار او نام‌گذاری گشته‌است.

## زندگی
او در آرژانتین زاده شد و در آموزشگاهی اشرافی در مادرید اسپانیا به آموختن پرداخت. سپس به ارتش اسپانیا پیوست و در جنگ با فرانسویان همراهی جست. از ۱۸۰۸ با استقلال‌جویان آمریکای جنوبی سر و سری یافت. در ۱۸۱۲ به بوئنوس آیرس رفت و به استان‌های متحد آمریکای جنوبی (آرژانتین آینده) پیوست. او در ۱۸۱۴ طرح تازش به لیما را ریخت و خود آن را رهبری نمود. سرانجام در ۱۸۲۱ توانست بر لیما چیره شود و خود نخستین سرپرست آن قیمومیت تازه گردد. در ۱۸۲۲ او با سیمون بولیوار دیدار کرد. جزئیات این دیدار در هاله‌ای از ابهام‌است ولی به نظر می‌آید موضوع مورد گفتگو آیندهٔ آمریکای لاتین بوده‌است. پس از آن به ناگاه در ۱۸۲۴ از همهٔ مسئولیت‌های سیاسی و لشکری‌اش کناره‌گیری کرد و به فرانسه رفت و در همان‌جا هم درگذشت.